# Coleford (Gloucestershire)
Coleford is een civil parish in het bestuurlijke gebied Forest of Dean, in het Engelse graafschap Gloucestershire. De plaats telt 8359 inwoners.

## Galerij

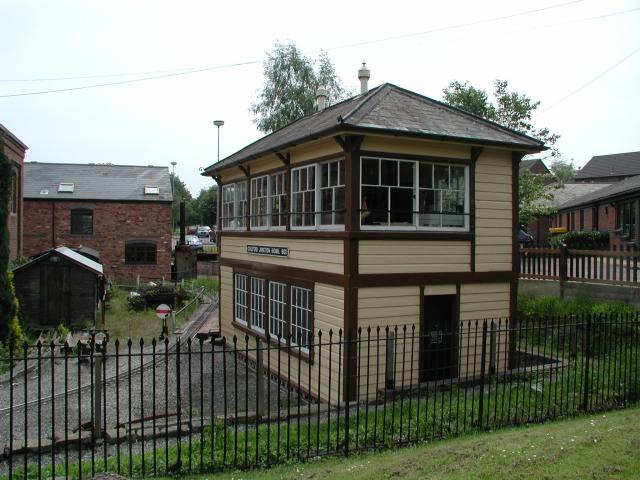
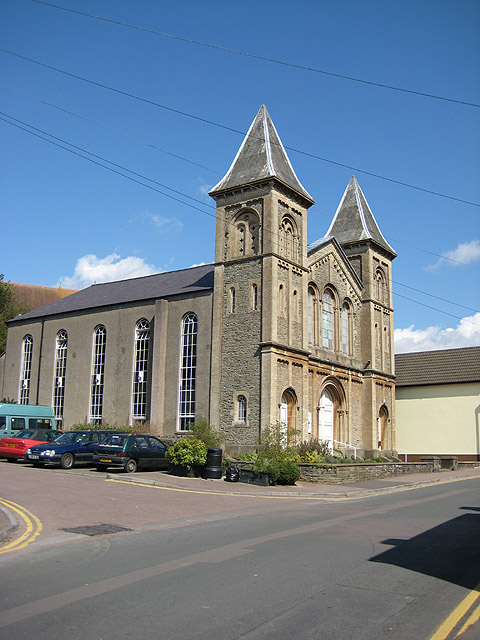